# Santa María de Hito

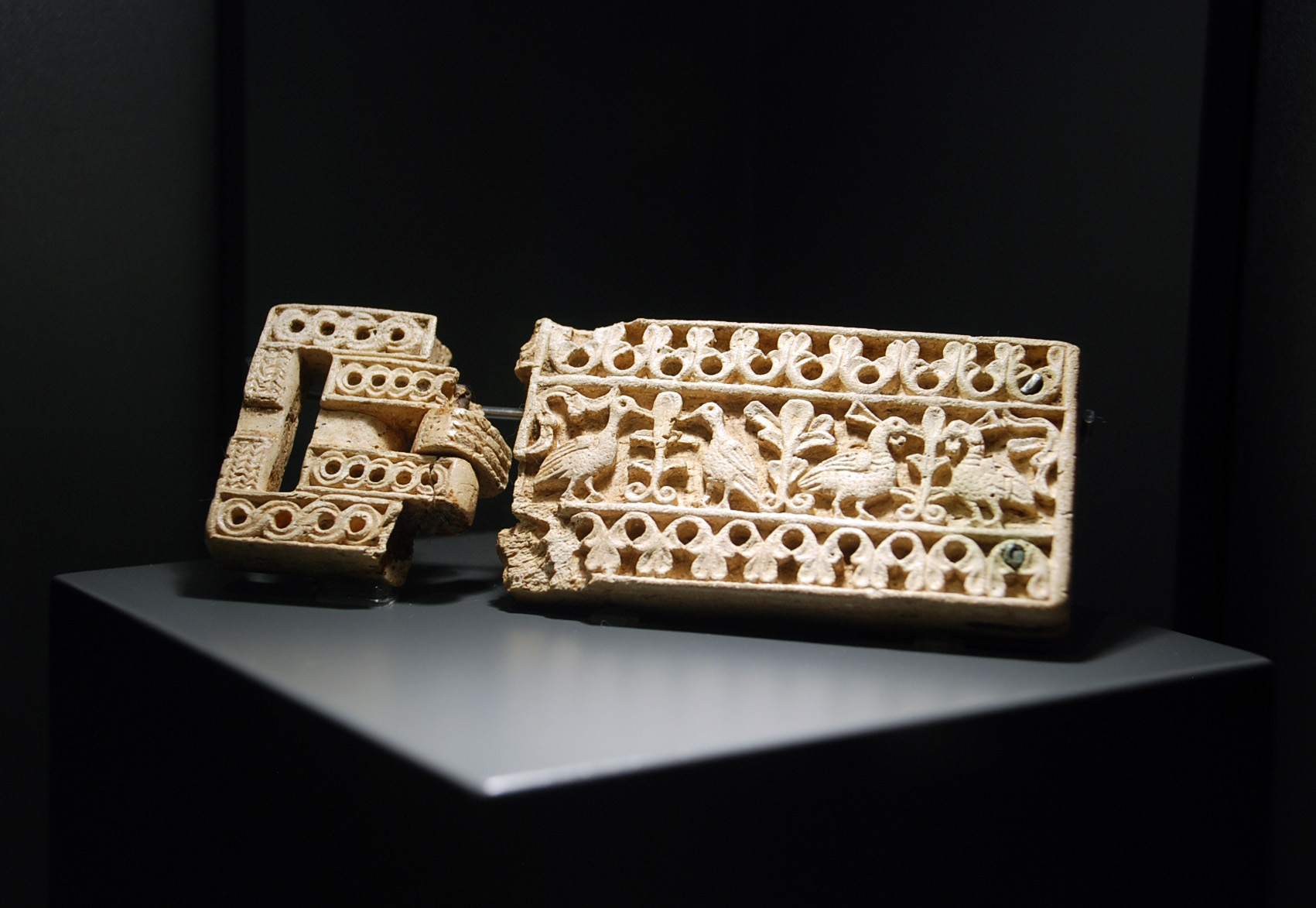
Broche de hueso finamente tallado procedente de Santa María de Hito. La decoración de la placa se basa en la representación de pavos reales, perdices y motivos vegetales y geométricos. Ha sido fechado en el por la influencia del arte islámico en la época califal, pero podría ser anterior: de época visigoda.

Santa María de Hito es una localidad del municipio de Valderredible (Cantabria, España).  Se encuentra a 760 m s. n. m. (metros sobre el nivel del mar), y dista 12 km (kilómetros) de la capital municipal, Polientes. En el año 2024, contaba con una población de 9 habitantes (INE).

## Paisaje y naturaleza
Santa María de Hito es un pequeño pueblo situado en los bordes de una pequeña planicie cultivada de patata y trigo, protegida por las estribaciones de la planicie de La Lora y por lomillas cubiertas de robledales.

## Patrimonio histórico
La iglesia tiene advocación a Santiago Apóstol y conoció dos épocas constructivas. La primera es de finales del siglo XIV o principios del XV y a ella se debe tanto la espadaña a los pies como la pequeña nave y el ábside rectangular con bóveda nervada y pilares baquetoneados en el arco triunfal. En 1668, se amplia el edificio según los preceptos del estilo barroco. Entonces se debió pintar la bóveda del primitivo testero con las representaciones de los cuatro evangelistas.
A finales de los años setenta, se llevó a cabo una excavación arqueológica en los alrededores de la iglesia de aportó una valiosa información de la época tardorromana y altomedieval. En los estratos inferiores se descubrieron los restos de una villa rústica romana de los siglos III al V d. C. que debió surgir al amparo de la calzada que pasaba por este punto procedente del Valle del Ebro en dirección a Julióbriga. Por encima de este sustrato, apareció una necrópolis de inhumanación con tumbas que van desde el siglo VII hasta el XII, alguna de las cuales proporcionó objetos artísticos de cierto interés, como el broche en hueso decorado con motivos mozárabes que hoy se encuentra en el Museo Arqueológico de Santander. En la actualidad existe una declaración de zona arqueológica de Interés que protege a toda la excavación. Hay que advertir que hace algunos años se recubrió con tierra todo el yacimiento, por lo que resulta inútil cualquier intento de visita.
Está recogida en el inventario de Bienes de interés cultural de Cantabria.